# Liceo N° 1 Ildefonso Pablo Estévez
El Liceo N° 1 Ildefonso Pablo Estévez (en català: Liceu N° 1 Ildefonso Pablo Estévez), és un institut d'educació secundària d'Uruguai. Està situat en carrer Dr. Ivo Ferreira N°363, Tacuarembó. Numerat 1 dins el domini públic. El seu nom homenatja Ildefonso Pablo Estévez, metge i professor uruguaià, fundador el 1912.
Es dicten classes en educació mitjana superior i educació mitjana bàsica en el torn nocturn. A propòsit d'això últim es dicten classes en el torn diürn, vespertí i nocturn comptant amb un total de 2504 alumnes.
El liceu va ser fundat per la Llei de creació de liceus departamentals de el 5 de gener de 1912 durant el govern de l'aleshores president de l'Uruguai José Batlle y Ordóñez
El 8 d'abril de 1912 va donar començament les seves activitats a l'edifici ubicat al carrer 18 de Julio i General Artigas sent José Pol Santandreu seu primer director.
Té un torn d'educació secundària nocturn.
Al Liceu Ildefonso Pablo Estévez han assistit estudiants destacats com ara: Eber dona Rosa Vázquez, Nelson Ferreira Buadas, Eduardo Larbanois, Carlos Benavidez, Tomás de Mattos, Celias Pomoles, Eduardo Darnauchans, Sergio Chiesa, Wilson Ezquerra Martinotti, Martha Montaner, entre d'altres.